# 山あり 谷あり
『山あり 谷あり』（やまあり たにあり）は、岡村孝子の通算20枚目のシングル。1994年8月24日発売。発売元はファンハウス（現・ソニー・ミュージックレーベルズ）。

## 解説
10枚目のアルバム『SWEET HEARTS』（1994年9月14日）の先行シングルとして発売された。表題曲・カップリング曲とも同アルバムに収録されている。
表題曲は関西テレビ・フジテレビ系列で放送された『福井さんちの遺産相続』（1994年8月1日-9月16日放送、月曜22時枠）の主題歌。のち、2000年8月23日に発売された12枚目のアルバム『Reborn』に、萩田光雄編曲による新録音バージョンが収録された。

## 収録曲
1. 山あり 谷あり （5:08）
  - 作詞・作曲: 岡村孝子 、編曲: 海老原真二

フジテレビ・関西テレビ系ドラマ『福井さんちの遺産相続』主題歌
2. ラビリンス （4:56）
  - 作詞・作曲: 岡村孝子 、編曲: 清水信之
3. 山あり 谷あり 〜Original Karaoke〜

## 楽曲の収録作品
- 山あり 谷あり
  - SWEET HEARTS　（10th アルバム）
  - HISTOIRE
  - DO MY BEST
  - TOY BOX
  - T's BEST season 1
- 山あり 谷あり （Version 2000）
  - Reborn　（12th アルバム）
- ラビリンス
  - SWEET HEARTS